# Johann Hieronymus Kapsberger
Johann(es) Hieronymus (von) Kapsberger (auch: Giovanni Girolamo oder Giovanni Geronimo Kapsberger; * um 1580 in Venedig; begraben am 17. Januar 1651 in Rom) war ein italienischer Lautenist und Komponist deutscher Abstammung.

## Leben

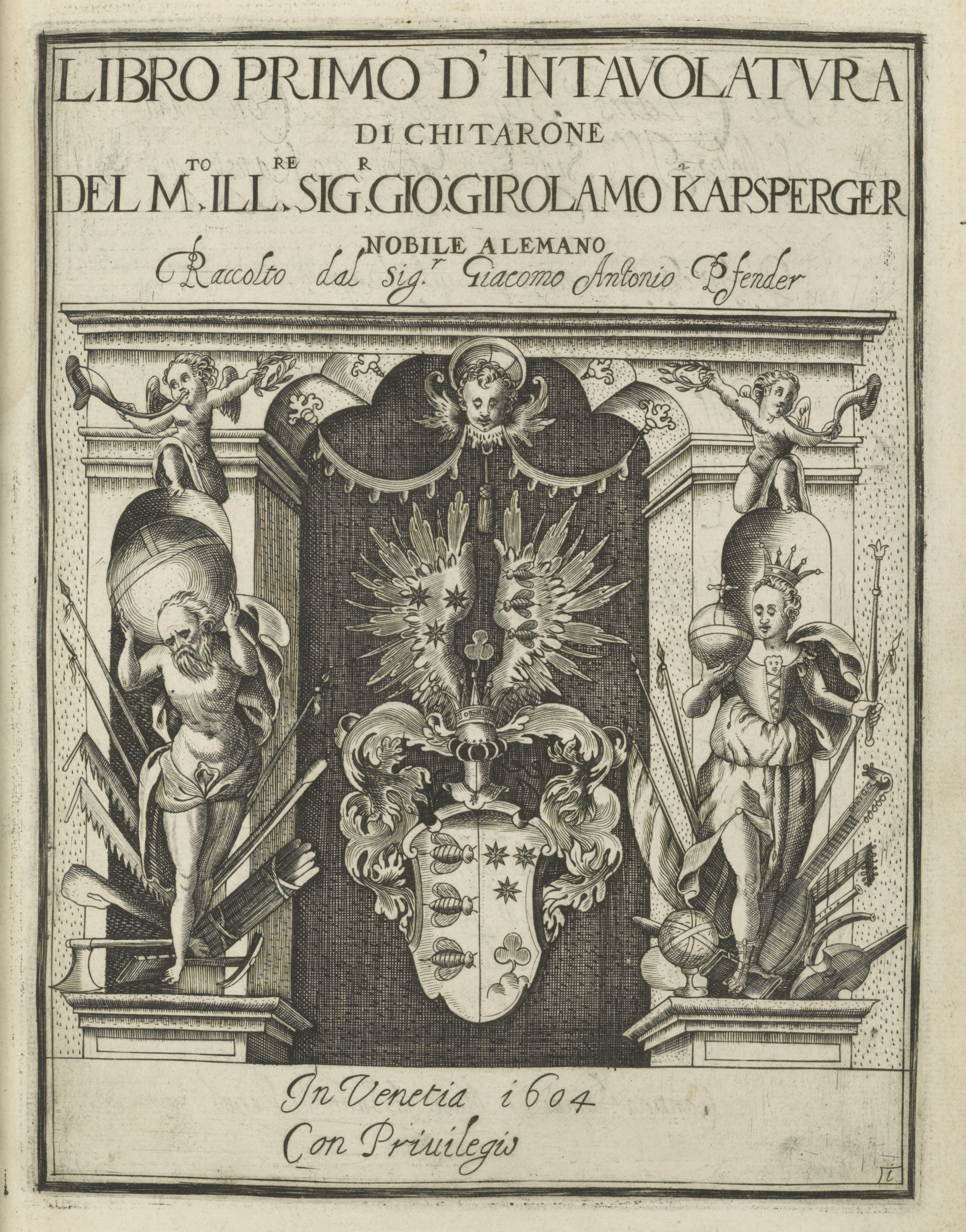
Titelkupfer von Kapsbergers Libro Primo d’Intavolatura di Chitarrone 1604

Als Sohn eines deutschen Adligen (und womöglich einer italienischen Mutter) wurde Kapsberger in Venedig geboren. Vermutlich sprach er kein Deutsch. Als talentierter Virtuose auf der Laute und dem unlängst erfundenen Chitarrone oder Theorbe wurde er offenbar schnell bekannt. Schon im Alter von 24 Jahren veröffentlichte er sein Libro primo d’intavolatura di chitarrone (1604), das seine erstaunliche Fertigkeit auf diesem Instrument unter Beweis stellt. 1604 oder 1605 ging der junge „nobile alemanno“ nach Rom, wo er in päpstliche Dienste trat und sich unter dem Namen Giovanni Geronimo Tedesco della Tiorba (etwa: Johann Hieronymus der Deutsche mit der Theorbe) bald einen Namen machte. 1610 gründete er in Rom eine Akademie.
Er schuf Werke für verschiedene Besetzungen, darunter Solowerke für Laute, Sinfonien und Arien, aber auch geistliche Vokalwerke wie Messen und Oratorien und eine Vertonung von Gedichten des Papstes Urban VIII., Poematia et carmina composita à Maffaeo Barberino (Rom 1624). Bei den Zeitgenossen stand er als Komponist in hohem Ansehen und wurde mit Claudio Monteverdi verglichen. Athanasius Kircher zollt ihm hohes Lob.
Kapsbergers zahlreiche Werke für Laute (vier Bände) und Chitarrone (sechs Bände) existieren nur in Handschriften und blieben großenteils bis heute ungedruckt.

## Werke
- Libro Primo d’Intavolatura di Chitarrone, Venedig 1604
- Libro Primo de Madrigali a cinque voci col basso continuo, Rom 1609
- Libro Primo di villanelle, Rom 1610
- Libro Primo d’intavolatura di lauto, hrsg. von Filippo Nicolini, Rom 1611
- Libro Primo Di Arie Passegiate a una Voce con l’Intavolatura del Chitarrone, Rom 1612
- Libro Primo di Mottetti passeggiati a una voce, Rom 1612
- Maggio cantato nel Regio palazzo de’ Pitti, Florenz 1612
- Libro Primo de Balli Gagliarde et Correnti a quattro voci, Rom 1615
- Libro Primo di Sinfonie a quattro. Con il Basso continuo, Rom 1615
- Libro Secondo d’Intavolatura di Chitarrone, Rom 1616
- Libro Secondo di Villanelle a 1. 2. e 3 voci, Rom 1619
- Libro Terzo di Villanelle a 1. 2. e 3. voci, Rom 1619
- Libro secondo di arie à una o più voci, Roma 1623
- Libro Quarto di Villanelle a una e piu voci, Rom 1623
- Poematia et Carmina composita a Maffaeo Barberino olim S.R.E. Card. nunc autem Urbano octavo P.O.M. musicis modis aptata... Volumen Primum, Rom 1624
- La vittoria del principe Vladislao in Valacchia, 1625 (verschollen)
- Libro Terzo di Intavolatura di Chitarrone, Rom 1626
- Coro musicale nelle nozze de gli ecc.mi sig.ri don Taddeo Barberini, e donna Anna Colonna, Rom 1627
- Cantiones sacrae... volumen Primum, Rom 1628
- Fetonte, dramma recitato a più voci, Rom 1630 (verschollen)
- Modulatus sacri diminutis voculis... Volumen Secundum, Rom 1630
- I Pastori di Bettelemme nella nascita di N.S. Giesu Christo, Rom 1630
- Libro Quinto di Villanelle a una, due, tre e quattro voci, Rom 1630
- Litaniae Deiparae Virginis cum suis Antiphonis musicis modis... Volumen Primum, Rom 1631
- Missae Urbanae... Volumen Primum, Rom 1631
- Li Fiori : Libro Sesto di Villanelle a una, due, tre e quattro voci, Rom 1632
- Libro Quarto d’Intavolatura di Chitarrone, Rom 1640
- Libro Settimo di Villanelle a una, e piu voci, Rom 1640

- - Il Kapsberger della musica – eine Abhandlung über den Chitarrone, die als verschollen gilt.